# 恩系控股
恩系控股有限公司，簡稱恩系控股（英語：Natural Cool Holdings Limited，SGX：5IF），在1989年由曾俊旗先生創立，主要業務在新加坡、中國內地等地區經營提供空调、开关设备工程等。
首席執行官為洪俊清，總部位於29 Tai Seng Avenue #07-01 Natural Cool Lifestyle Hub Singapore 534119（新加坡大成道29号恩系生活大樓7樓1室）（曾持有物業部明分，但在2010年中已出售給豐樹產業旗下豐樹物流信託）。而股份在2006年5月10日於新加坡交易所創業板（凱利板前身）上市。招股價為0.2坡元，發售股份為22,000,000股，集資額為4,400,000坡元。
而在2010年9月計劃把旗下嘉特杰控股有限公司分拆在港交所創業板上市，但在2011年11月已被終止進行。

## 連結
- NatCool.com （页面存档备份，存于）